# Инсон-ванху (Хёджон)
Инсо́н-ванху́ (хангыль: 인선왕후 장씨, ханча: 仁宣王后 張氏; 9 февраля 1619 — 19 марта 1674) — чосонская королева-консорт. Происходила из клана Доксу Джан[уточнить]. Инсон — её посмертное имя; личное имя неизвестно, поэтому её именуют по фамилии отца — госпожа Чан, также в замужестве она носила титул принцессы-консорта Пунга́н. Она была супругой чосонского правителя Хёджо́на из династии Ли. Она была королевой с 1649 года до смерти своего мужа в 1659 году, после чего была удостоена звания Вдовствующей королевы Хёсук (효숙왕대비). Она была первой королевой-консортом Чосона, которая жила за пределами Кореи.

## Жизнеописание

### Ранние годы
Будущая королева родилась 9 февраля 1619 года, на 11-м году правления короля Кванхэ. Её отец, Чан Юй, был членом клана Токсу Чан. Её мать происходила из клана Андон Ким. Через свою мать госпожа Чан также является внучатой племянницей Ким Чансена, что делает её дальней родственницей королевы Ингён, жены её внука, которая также является праправнучкой Ким Чансена.
Императорская супруга Гви-ин из клана Доксу Джан была потомком её отца. Она стала наложницей короля Коджона, последнего вана Чосона, и была матерью Ли Кана, Императорского принца Ый.
Известно, что будущая королева была вежлива, имела мягкий характер и очаровательную фигуру с пухлыми щечками.
В 1630 году, когда ей было 12 лет, ван Инджо лично назначил её супругой своего второго сына И Хо, Великого принца Бонрима. Инджо решил выбрать дочь Чан Ю в жены своему сыну, так как считал её мудрой и добродетельной. В следующем году ей был присвоен титул Принцессы-консорта Пунган (풍안부부인) после благоприятной церемонии с Великим принцем Борамом.
Войдя во дворец, Пунган была осторожна в своем поведении каждый день[уточнить], и, поскольку она постоянно была услужлива и уважала старших, она получила особую любовь от своей свекрови, королевы Инёль. Через четыре года она вместе с мужем покинула дворец и поселилась в особняке. В этот момент она проявила свое благоразумие, мудро позаботившись о домашних делах и решая всевозможные вопросы по дому.

### Вторжение Цин
Когда в 1636 году произошло вторжение Цин в Чосон, Пунган бежала на остров Канхва вместе с Бонримом, невесткой её мужа, Наследной принцессой-консортом Кан, и её дедом по материнской линии Ким Санъёном, третьим государственным советником. Когда войска империи Цин высадились на острове Канхвадо, поставив под угрозу жизни многих людей, все кричали в замешательстве, лишь Пунган проявила спокойствие и, как обычно, спокойно справилась с кризисной ситуацией.
Когда враг захватил замок, Ким Санъён поджёг порох и покончил с собой вместе со своими врагами. Посмертно его повысили до Главного государственного советника (Ёнгичжона). Однако Чосон потерпел поражение, известное как «Унижение в Самчжондо» во время вторжения Цин. В результате Бонрим и его старший брат, Наследный принц Сохён, были доставлены в Шэньян в качестве заложников. Пунган также последовала за Бонримом, поддерживала своего мужа, выполняя всевозможные трудные задания[уточнить] в течение восьми лет, и родила там трёх дочерей и двух сыновей; один из них — её единственный сын, достигший совершеннолетия, Ли Ён.
Спустя годы, Наследный принц был освобождён и вернулся домой, вскоре он умер загадочной смертью, которую подозревали как отравление. Когда Бонрим вернулся из Цин в 1645 году, он был назначен Наследным принцем, что автоматически сделало Пунган Наследной принцессой-консортом. Вследствие Наследная принцесса-консорт Кан, вдова покойного Наследного принца Сохёна, которая была самой просвещенной королевской женщиной в истории Чосон, была приговорена королём Инджо к смертной казни. Как у следующей Наследной принцессы-консорта, у Пунган не было другого выбора, кроме как использовать смерть бывшей Наследной принцессы-консорт как урок, который нужно усвоить.

### Королева-консорт
После того, как Инджо умер в 1649 году, Наследный принц Бонрим взошел на трон как 17-й монарх Чосона (храмовое имя: Хёджон), что автоматически сделало Наследную принцессу-консорта Королевой-консортом. Как глава королевских наложниц, она мудро руководила придворными дамами и с добротой относилась к своим подчиненным, оставаясь суровой, но милосердной.
Например, одна из наложниц короля, Королевская благородная супруга Ан из клана Кёнджу Ли, вызвала большой переполох после того, как назвала свою дочь, принцессу Сукнён, «ты». В то время королевские наложницы обычно избегали использования неформальной речи с детьми короля, даже если они были их биологическими матерями, поскольку кровные принцы и принцессы имели более высокий ранг, чем королевские наложницы. Когда об этом стало известно, король попытался наказать Ли Анбин, но королева уговорила короля смягчиться. Таким образом, она действительно заботилась о своих подчиненных.
Однако в эпитафии королевы, записанной в Истинных анналах династии Чосон, записаны следующие её слова: «Если жена высоко ценит себя, поскольку такое отношение редко не причиняет вреда чьему-либо дому или в стране, куры не должны плакать на рассвете». Она также говорит, что нужно принимать строгие меры предосторожности в отношении придворных дам. Но как свидетельнице трагической смерти Наследной принцессы Кан, этот образ мышления, возможно, был для нее лучшей стратегией, на которую она могла положиться в сложной политической ситуации того времени.
Королева обменивалась написанными от руки письмами, со своими дочерьми, которые были уже замужем, среди них в настоящее время доступны 70 копий писем на корейском языке, отправленных королевой принцессе Сукшин и принцессе Сукмён. Королева также лелеяла принцессу Сукнён, дочь Ли Ан-бин и единственного ребенка Хёджона от его королевской наложницы, без какой-либо дискриминации. Например, был случай, когда король и королева дарили подарки своим детям, и когда король дарил подарки только принцессам, осознавая, как отреагирует королева, не подарив подарок дочери наложницы, королева, которая был обеспокоена этим, лично преподнесла принцессе Сукнён подарк.
Кроме того, поскольку королева выступала за экспедицию по завоеванию севера так же, как и Хёджон, во время своего пребывания в качестве королевы-консорта она искоренила экзорцизм (известный как Гутпан) и запретила употребление алкоголя. Объединив цвет покрывал в два цвета, красный и синий, она подготовила их для использования в качестве военной формы в случае войны, и все эти подготовленные финансы были использованы для завоевания севера.[что?]

### Вдовствующая королева и дальнейшая жизнь
В 1659 году, когда королю делали иглоукалывание для лечения фурункула на голове, он потерял слишком много крови во время процесса, что привело его в критическое состояние, и он в пустую умер из-за несчастного случая со здоровьем.[уточнить] Королева выразила своё горе тяжёлым плачем, но при этом сделала всё возможное, чтобы процесс похорон был значимым, и известно, что она лично подстригла ему ногти на руках и ногах и вымыла его тело. После этого она постилась и ела только жидкую рисовую кашу в течение 3 месяцев.

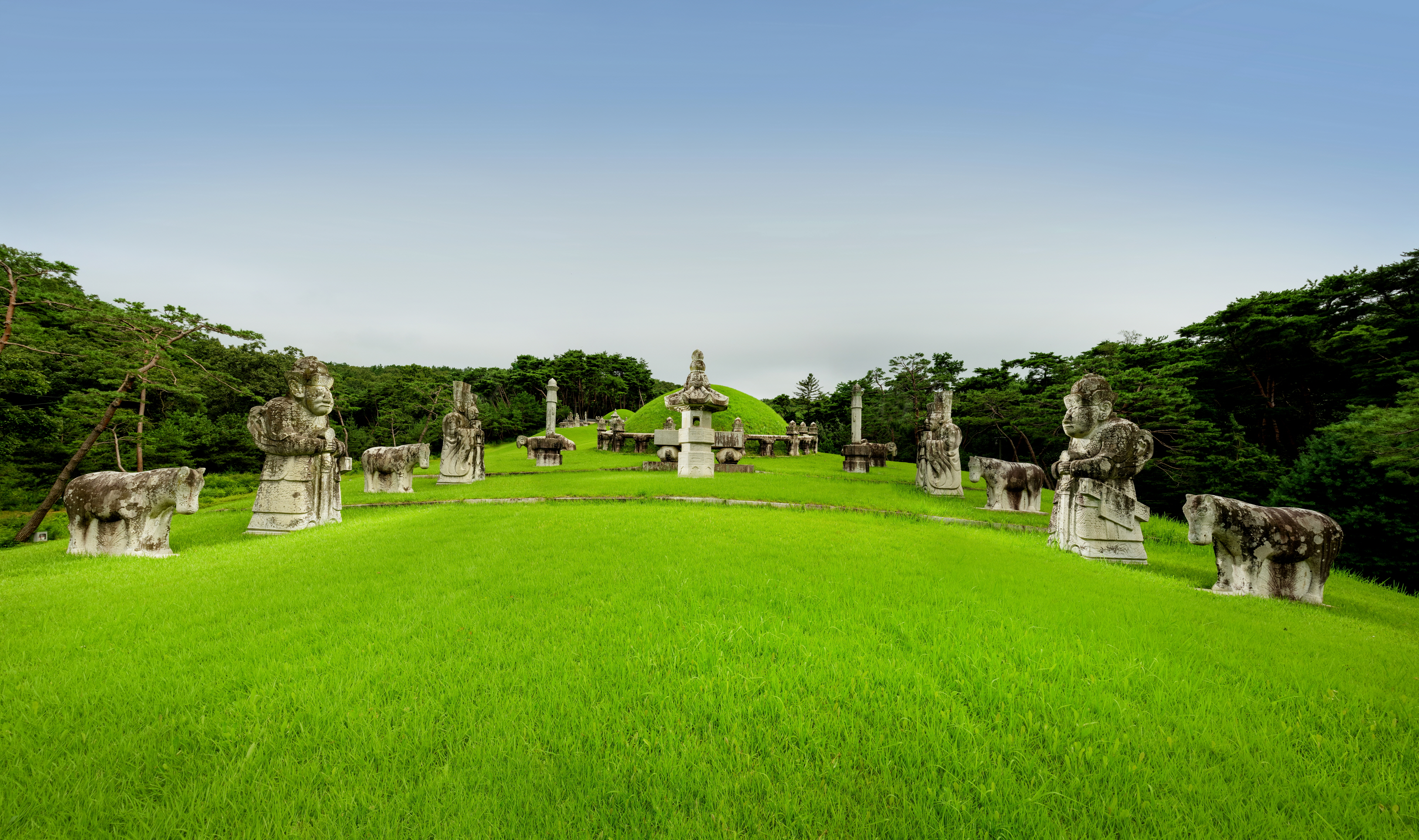
Ённын, место захоронения короля Хёджона и королева Инсон

Ли Ён (храмовое имя Хёнджон) сменил своего отца чосонском троне, и его мать была удостоена звания Вдовствующей королевы Хёсук (효숙왕대비). Однако она заболела, потому что не заботилась о своем здоровье после смерти мужа. После этого Вдовствующая королева Хёсук часто ездила в Оньян на горячий источник и её здоровье немного улучшилось; но когда в 1674 году ей исполнилось 56 лет, её болезнь внезапно обострилась. Она умерла во дворце Кёндок (известном в то время как дворец Кёнхый), павильоне Хосан. Ее могила находится в Ённыне, расположенном в Вандэри, Нынсо-мён, Йоджу-си, Кёнгидо.Она похоронена вместе с мужем в кластере Тонвонсангарын (гробница короля находится на одной линии с гробницей его жены). Её посмертный титул состоял из «Ин» (인, 仁) — проявление любви и верности и «Сон» (선, 宣) — распространение добра вокруг. Таким образом, она была посмертно удостоена звания королевы Инсо́н.
Когда королева Инсон скончалась, поскольку присутствовала вторая супруга Инджо,Вдовствующая королева Джаый, которая также была ее свекровью, будучи при этом на шесть лет моложе, произошёл «Спор Есон» который стал проблемой, появившейся после смерти Хёджона, что в результате вызвало второй спор Есон в Чосоне[что?].

## Семья

### Родители

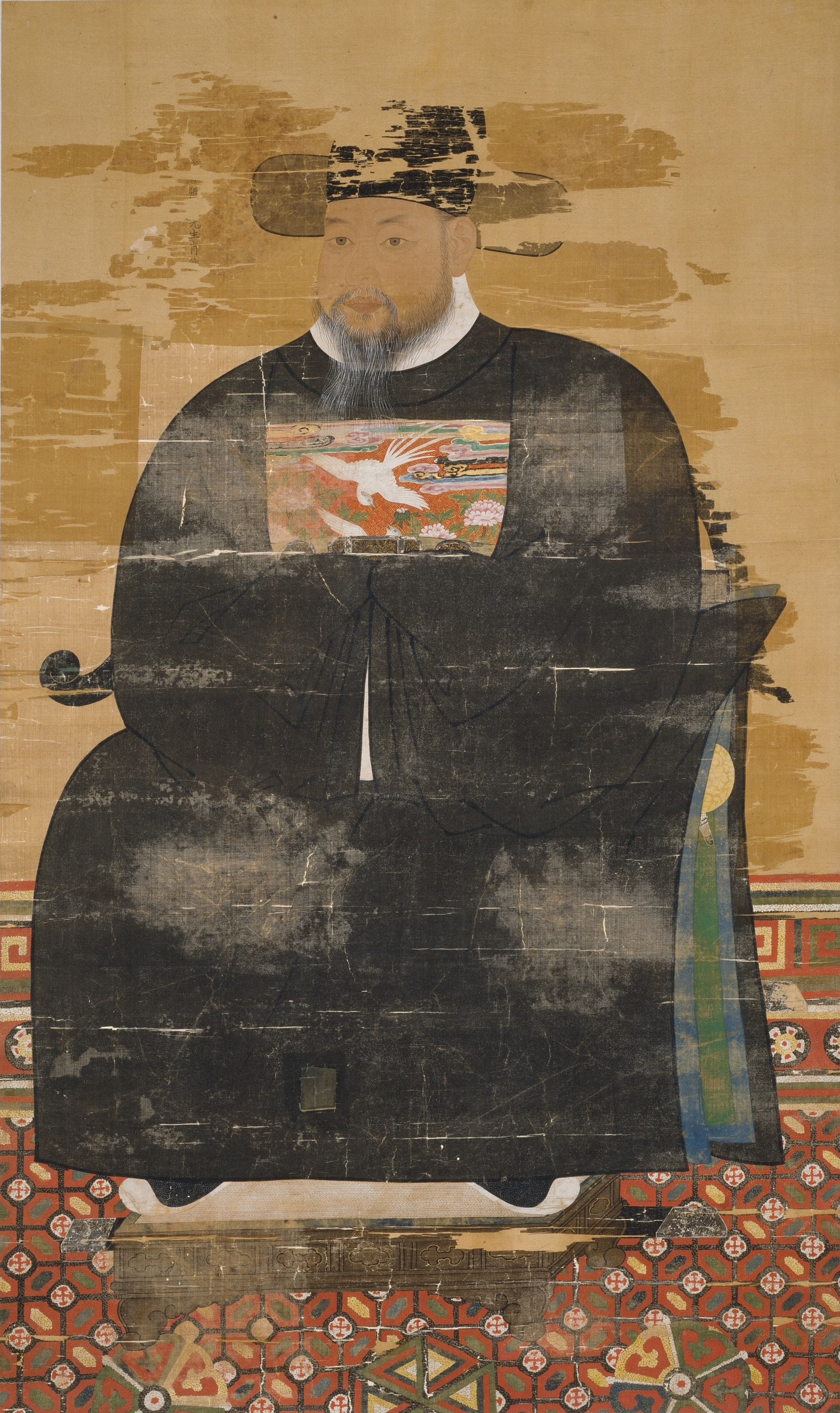
Отец Чан Юй, во времена Маньчжуро-корейской войны с другими чиновниками настаивал на противостоянии. После войны его невестка, госпожа Хан, которую насильно увезли в империю Цин, подала прошение к королю Инджо о разводе с сыном Чан Юя, что вызвало жаркие споры в суде о положении корейских заложников.

- Отец — Чан Юй (22 января 1587 — 30 апреля 1638) (장유, 張維)
  - Дедушка — Чан Ун-ик (1561—1599) (장운익, 張雲翼)
    - Прадед — Чан Иль (장일, 張逸)
      - Прапрадедушка — Чан Джа Чжон (장자중, 張自重)
        - Прапрапрадедушка — Чан Ок (장옥, 張玉)

  - Бабушка — госпожа Пак из клана Мирьянг Пак (? — 1632) (밀양 박씨)
- Дядя — Чан Шин (장신, 張紳) (? — 1637)
- Мать — Внутренняя принцесса-консорт Ёнга из клана Андон Ким (영가부부인 안동 김씨, 永嘉府夫人 安東 金氏) (? — 19 января 1654 г.)[5]Дедушка Ким Сан Ён, праправнук принца Кёнмёна (11-й сын Сонджона) .Двоюродный брат королевы Ю. Во время Маньчжуро-корейской войны покончил жизнь самоубийством, поджигая порох на острове Канхва.

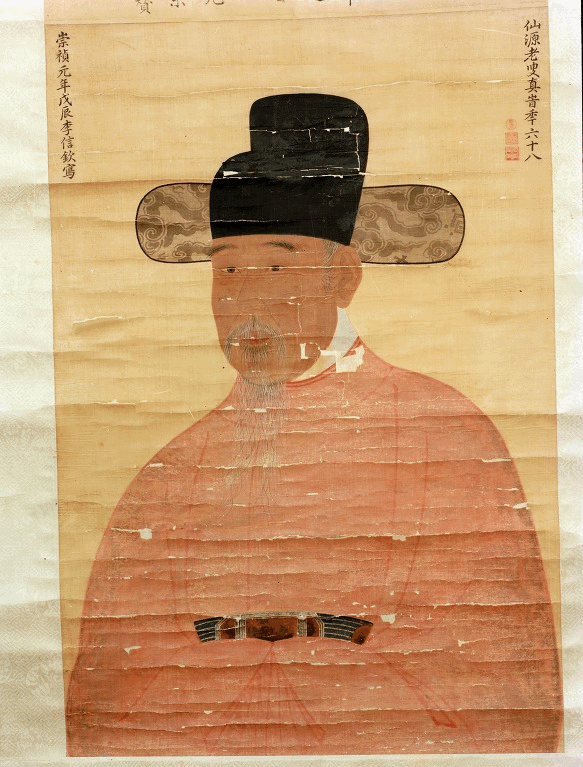
Дедушка Ким Сан Ён, праправнук принца Кёнмёна (11-й сын Сонджона) .Двоюродный брат королевы Ю. Во время Маньчжуро-корейской войны покончил жизнь самоубийством, поджигая порох на острове Канхва.

  - Дедушка — Ким Сан Ён (김상용, 金尙容) (1561 — 22 января 1637)[6]
  - Бабушка — госпожа Ким из клана Гвансан Ким (광산 김씨)[7]

### Братья и сестры
- Старшая сестра — госпожа Чан из клана Токсу Чан (덕수 장씨, 德水 張氏)
- Младший брат — Чан Сон-цзин (장선징, 張善澂)
  - Племянник — Чан Хван (장훤, 張楦)
  - Племянница — госпожа Чан из клана Токсу Чан (덕수 장씨, 德水 張氏)
    - Муж племянницы — Ким Джин Со (김진서, 金鎭瑞) (1663—1712)[8]

### Супруг
- Муж — Ли Хо, ван Хёджон (3 июля 1619 — 23 июня 1659) (조선 효종)
  - Свекровь — королева Инрёль из клана Чхонджу Хан (16 августа 1594 — 16 января 1636) (인렬왕후 한씨)
  - Свекровь — королева Чанрёль из клана Янджу Джо (16 декабря 1624 — 20 сентября 1688) (장렬왕후 조씨)
  - Свёкор — ван Инджо (7 декабря 1595 — 17 июня 1649) (조선 인조)

### Дети
- Дочь — принцесса Суксин (1635—1637) (숙신공주)
- Приёмная дочь — Ли Эсук, принцесса Уйсун[англ.] (1635—1662) (이애숙 의순공주, 李愛淑)[9]
  - Приёмный зять — Доргонь (17 ноября 1612 — 31 декабря 1650) (도르곤)[10]
  - Приёмный зять — Боло, принц Дуаньцзун (1613 — 23 апреля 1652) (보로)[11]
- Дочь — принцесса Сукан (1636 — 22 декабря 1697) (숙안공주)
  - Зять — Хон Дыкги (1635—1673) (홍득기, 洪得箕)[12]
    - Внук — Хон Джисан (홍치상, 洪致祥) (1654—1689)
- Безымянный принц (? — 1642)
- Дочь — принцесса Сукмён (1640 — 17 марта 1699) (숙명공주)
  - Зять — Сим Икхён (심익현, 沈益顯)[13]
    - Внук — Сим Чжонбо (심정보, 沈廷輔) (1658 — ?)
    - Внук — Сим Чжонхёп (심정협, 沈廷協) 1659 — ?)
- Сын — Ли Ён, ван Хёнджон (14 марта 1641 — 17 сентября 1674) (조선 현종)
  - Невестка — королева Мёнсон из клана Чхонпун Ким (13 июня 1642 — 21 января 1684) (명성왕후 김씨)
    - Неназванная внучка (1658—1658)
    - Внучка — принцесса Мёнсон (명선공주, 明善公主) (1659 — 12 сентября 1673)
    - Внук — Ли Сун, король Сукчон (숙종대왕, 肅宗大王) (7 октября 1661 — 12 января 1720)
    - Внучка — принцесса Мёнхе (명혜공주, 明惠公主) (12 сентября 1663 г. — 11 июня 1673 г.)
    - Внучка — Ли Ынхи, принцесса Мёнган (이온희 명안공주, 李溫姬 明安公主) (30 января 1665 — 16 мая 1687)
- Дочь — принцесса Сухви (1642 — 27 октября 1696) (숙휘공주)
  - Зять — Чон Джехён (정제현, 鄭齊賢)[14]
    - Внук— Чон Тхэиль (정태일, 鄭台一) (1661—1685)
- Безымянный принц (1645—1645)
- Дочь — принцесса Сукчжон (1646 — 13 июня 1668) (숙정공주)
  - Зять — Чон Чжэрюн (1648—1723) (정재륜, 鄭載崙)[15]
    - Внук — Чон Хёсон (정효선, 鄭孝先) (1663—1680)
    - Внучка — госпожа Чон из клана Донхрэ[уточнить] Чжон (동래 정씨, 東萊 鄭氏)
- Дочь — принцесса Сукгён (1648 — 9 января 1671) (숙경공주)
  - Зять — Вон Моннин (1648—1674) (원몽린, 元夢麟)[16]
  - Внучка — Вон Сукхый (원숙희, 元淑喜) (1668 — ?)
  - Приемный внук — Вон Мёнгу (원명구, 元命龜);[17] сын Вон Монъика (원몽익, 元夢翼)[18]

## В искусстве
- Сыграла Вон Ми Гён в сериале KBS1 1981 года «Дэмён».
- Сыграла Ким Хе Сон в сериале MBC 2012 года «Королевский доктор» .
- Сыграла Ли Мун Чжон в сериале JTBC 2013 года « Жестокий дворец: Война цветов» .